# Professhaus

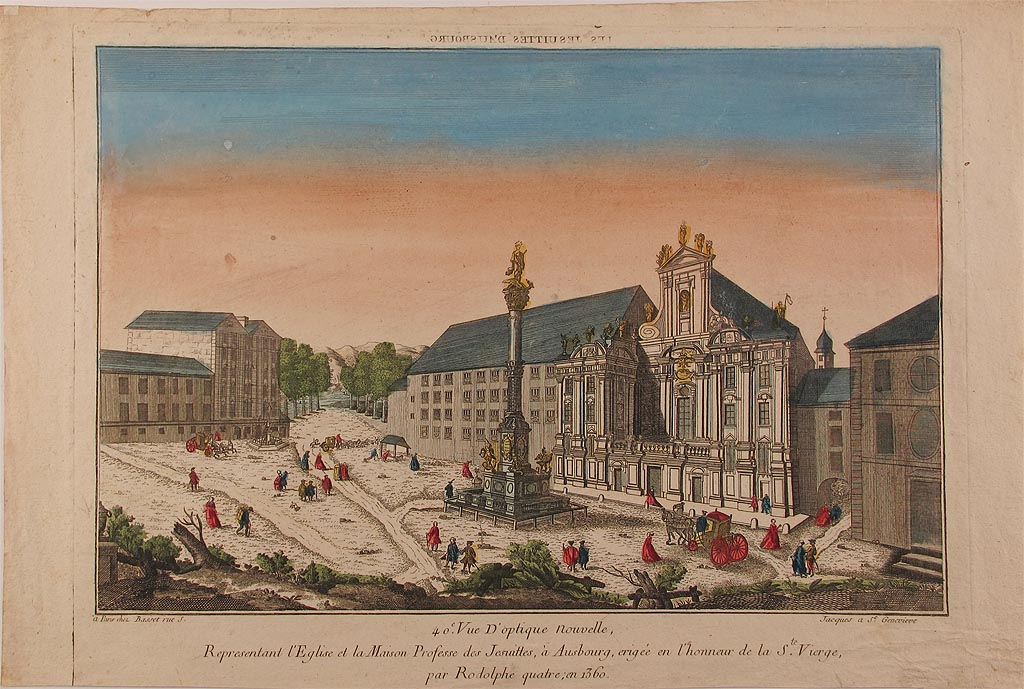
Professhaus in Wien

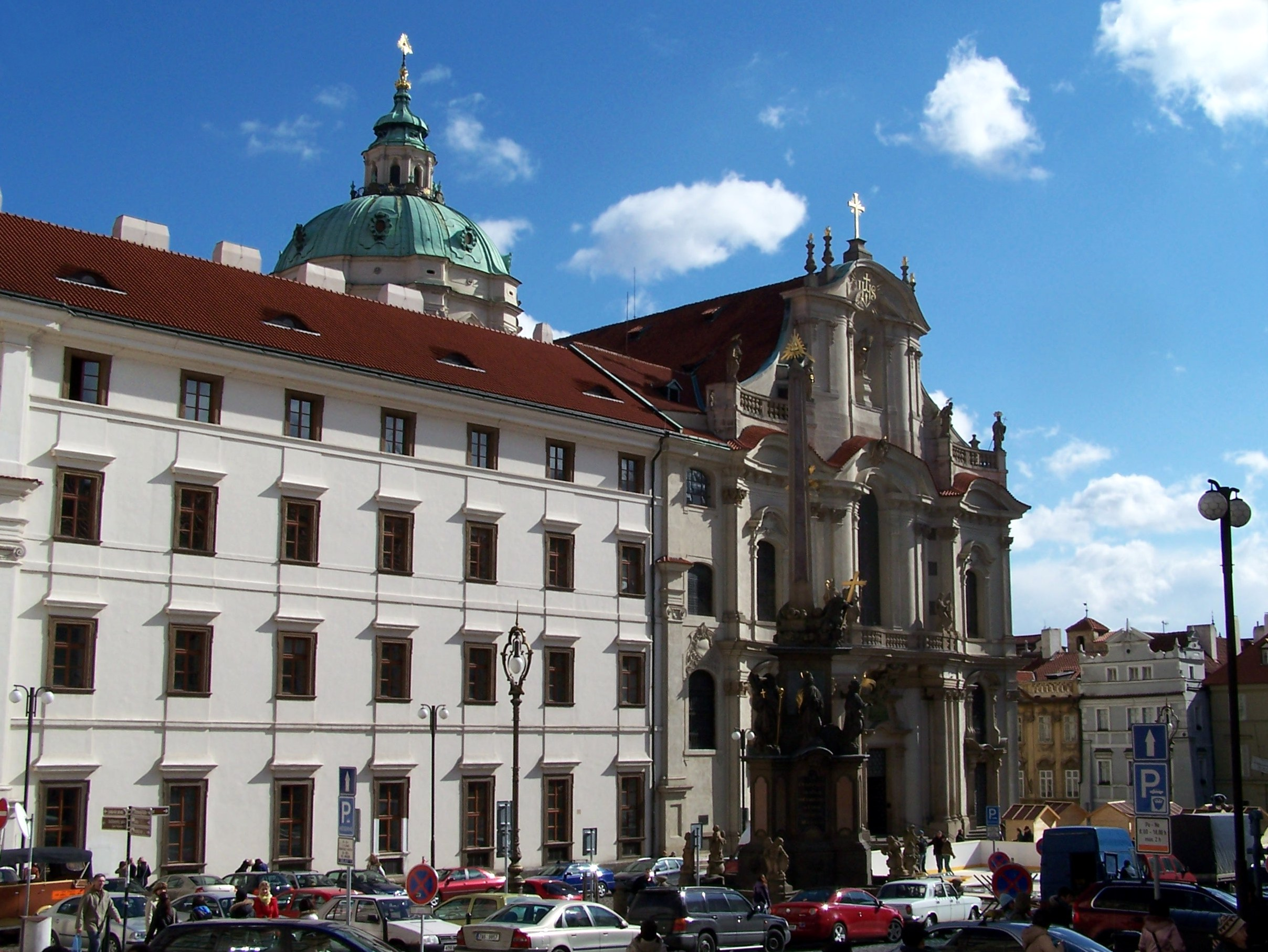
Professhaus in Prag

Ein Professhaus war in der Gesellschaft Jesu eine Niederlassung, die im Geiste radikaler Armut keine festen Einkommen hatte. Die Jesuiten, die dort wohnten, blieben ihrem Ordensgelübde verpflichtet, ihren geistlichen und pastoralen Dienst völlig unentgeltlich auszuüben. Diese Häuser waren daher ganz auf die Großzügigkeit von Wohltätern angewiesen. Rechtlich verschwand diese Art während des 20. Jahrhunderts. Einige Häuser behielten den Namen bis in die Gegenwart.
Der Gründer Ignatius von Loyola wollte das apostolische Leben (vor allem das Studium für den aktiven Einsatz im Dienst der Kirche) mit einem Leben in radikaler Armut verbinden. Er selbst musste sein Studium in Paris 1529 unterbrechen, um in den Niederlanden lebende spanische Händler um finanzielle Unterstützung zu bitten. Deshalb unterschied er zwischen Kollegien, wo mit Hilfe fester Einnahmen von übertragenen Abgaben (zugestiftet von Fürsten oder Testamenten) in der Jesuitenschule ausgebildet wurde, und Professhäusern, wo nur kostenlos religiöse Dienste angeboten werden. Für die Stabilität einer Niederlassung war das erste hilfreicher. Als Ignatius 1556 starb, gab es nur zwei Professhäuser. In Rom hatte das 1540 gegründete Professhaus (wo er selbst wohnte) 60 Mitglieder, das zweite in Lissabon (1542) hatte 22 Mitglieder. Auf der anderen Seite gab es bereits 46 Kollegien. 
Erst der übernächste Nachfolger Francisco de Borja gründete fünf weitere: in Toledo (1566), Valladolid (1567), Venedig (1570), Burgos (1571) und Mailand (1572). Everard Mercurian fügte Neapel und Valencia (1579), Sevilla, Paris und Goa (1580) hinzu. Bekannt wurde das Haus in Antwerpen (1616 bei St. Karl Borromäus). Im deutschsprachigen Raum kamen Wien (1625 bei der Kirche am Hof) und Prag (1673 bei St. Nikolaus auf der Kleinseite) hinzu.